# Triconio

Mapa de algunas de las ciudades griegas de las regiones de Etolia y Acarnania en la Antigüedad. Triconio se ubicaba en Etolia.

Triconio (en griego, Τριχώνιον) es el nombre de una antigua ciudad griega de Etolia. Se la menciona en un decreto ateniense del año 367 a. C. donde se acusa a Triconio de haber roto una tregua sagrada. Es citada por Polibio como uno de los lugares que atravesó y devastó Filipo V de Macedonia en la segunda guerra macedónica cuando se dirigía a atacar la ciudad de Termo. Se ha sugerido que debió estar localizado en un lugar donde hay unos restos arqueológicos situado cerca de la población actual de Gavalou, a orillas del lago que se llama también Triconio.